# Детский городской парк (Душанбе)
Детский городской парк Душанбе — парк в центральной части административного района Исмаила Самани в Душанбе, на левобережье реки Душанбинки.

## Характеристика
Детский городской парк находится рядом со стадионом «Спартак». За парком расположен бывший городской «Дом пионеров», сейчас — «Хонаи кудакон ва наврасон» («Дом детей и подростков»). Территория парка благоустроенна, снабжена дорожками и питьевыми фонтанчиками. Парк снабжён малыми игровыми формами с использованием бетона и мозаики. Здесь нет аттракционов и других развлекательных игр. Перед входом установлены объёмные бетонные формы с мозаикой и надписью «Детский парк». Является местом отдыха детей и родителей прилегающих жилых массивов.

## История
Детский городской парк был запроектирован в 1936 году архитектором С. Л. Анисимовым как Центральный пионерский парк культуры и отдыха. В настоящее время из всего запроектированного ничего не осталось кроме стадиона «Спартак», перестроенный и реконструированный в конце 90-х годов прошлого столетия.

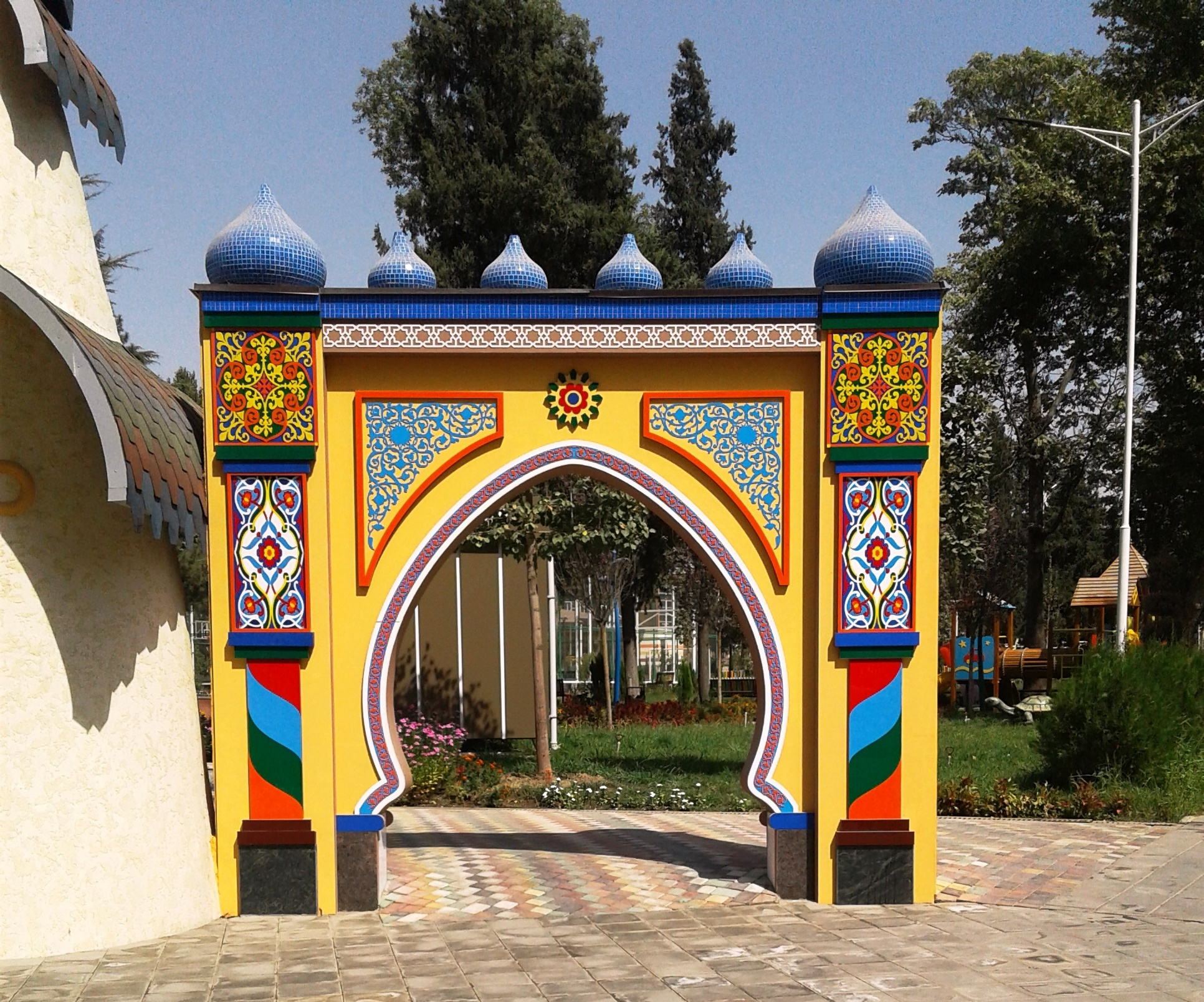
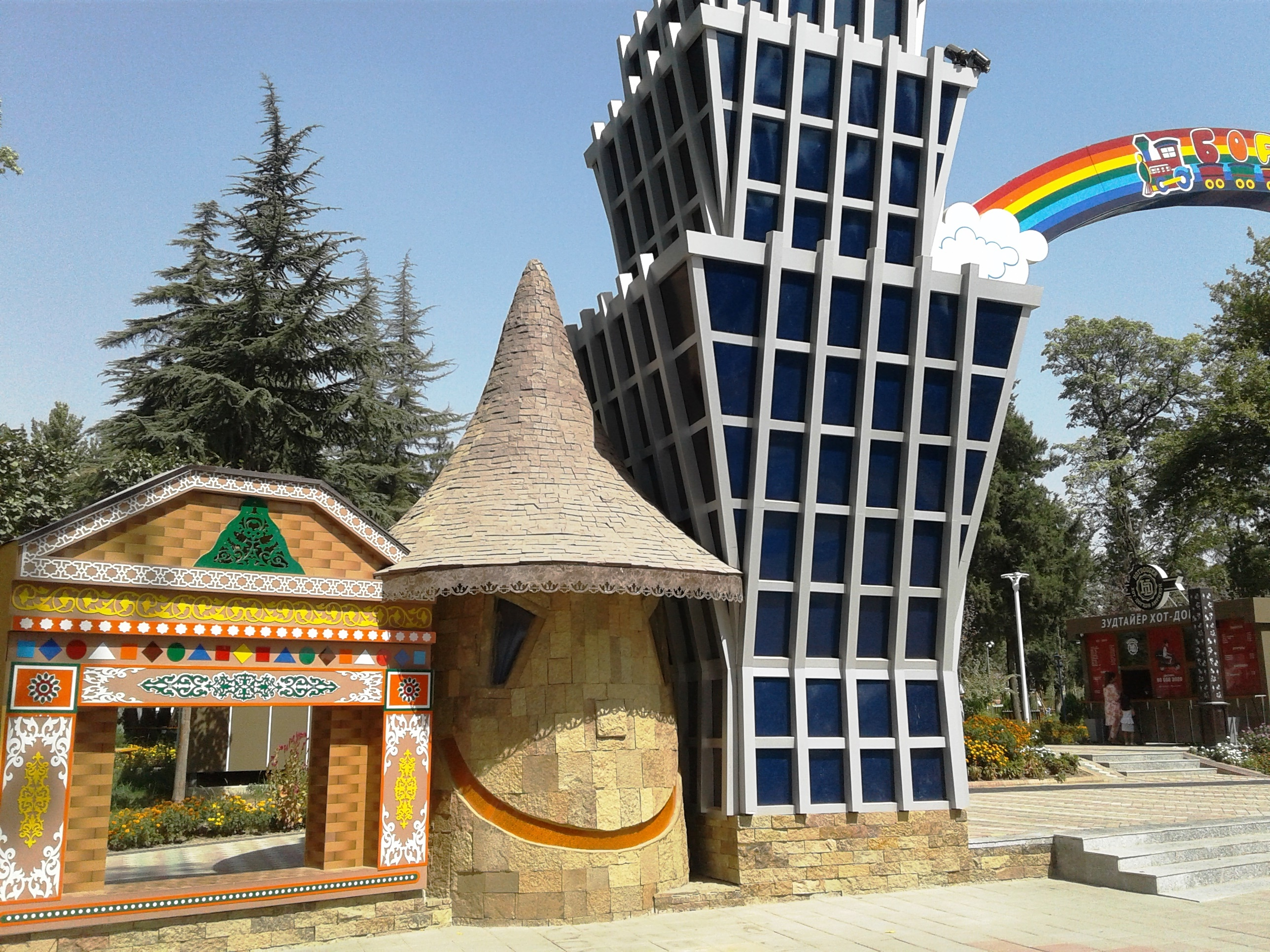
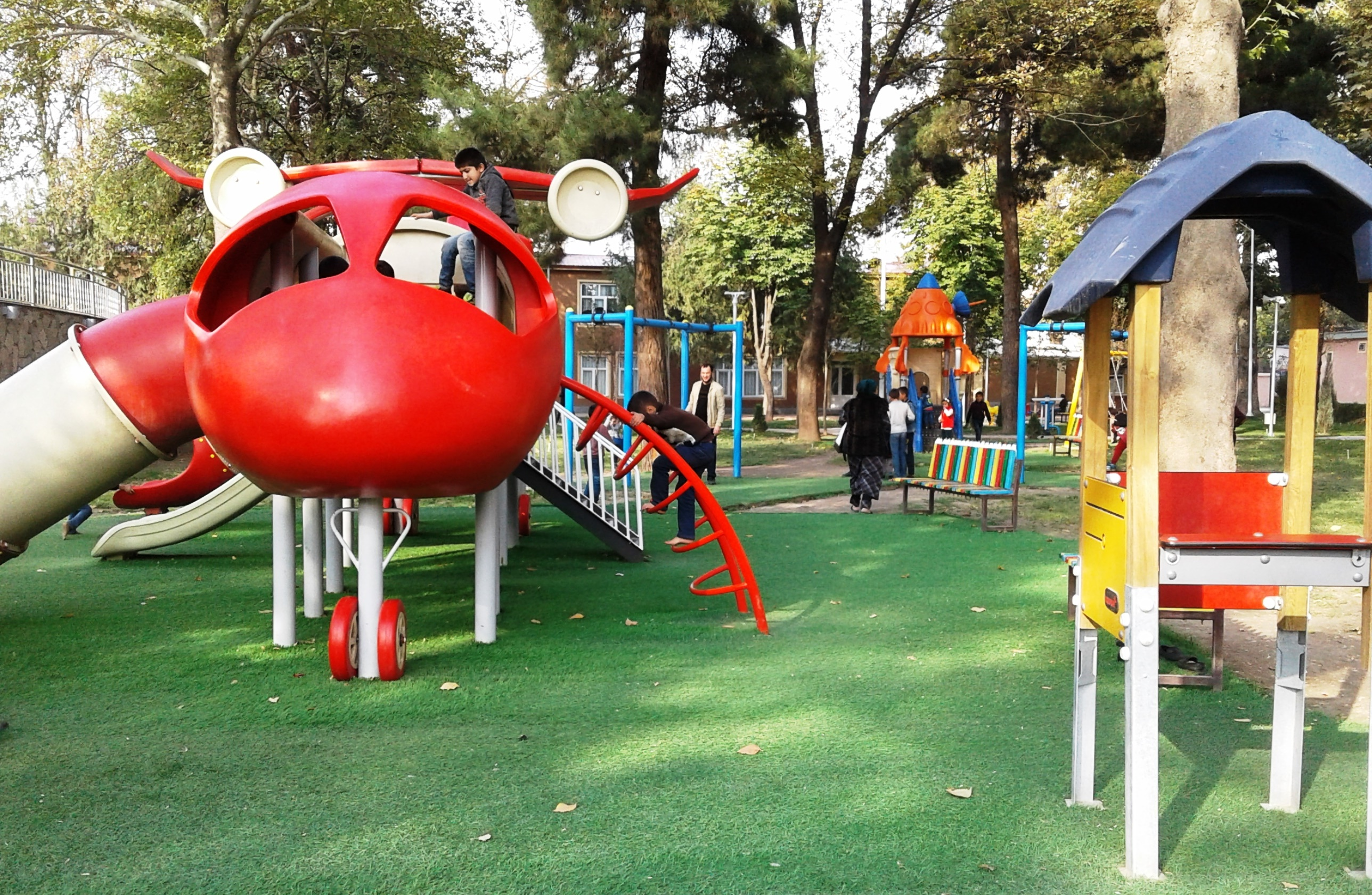
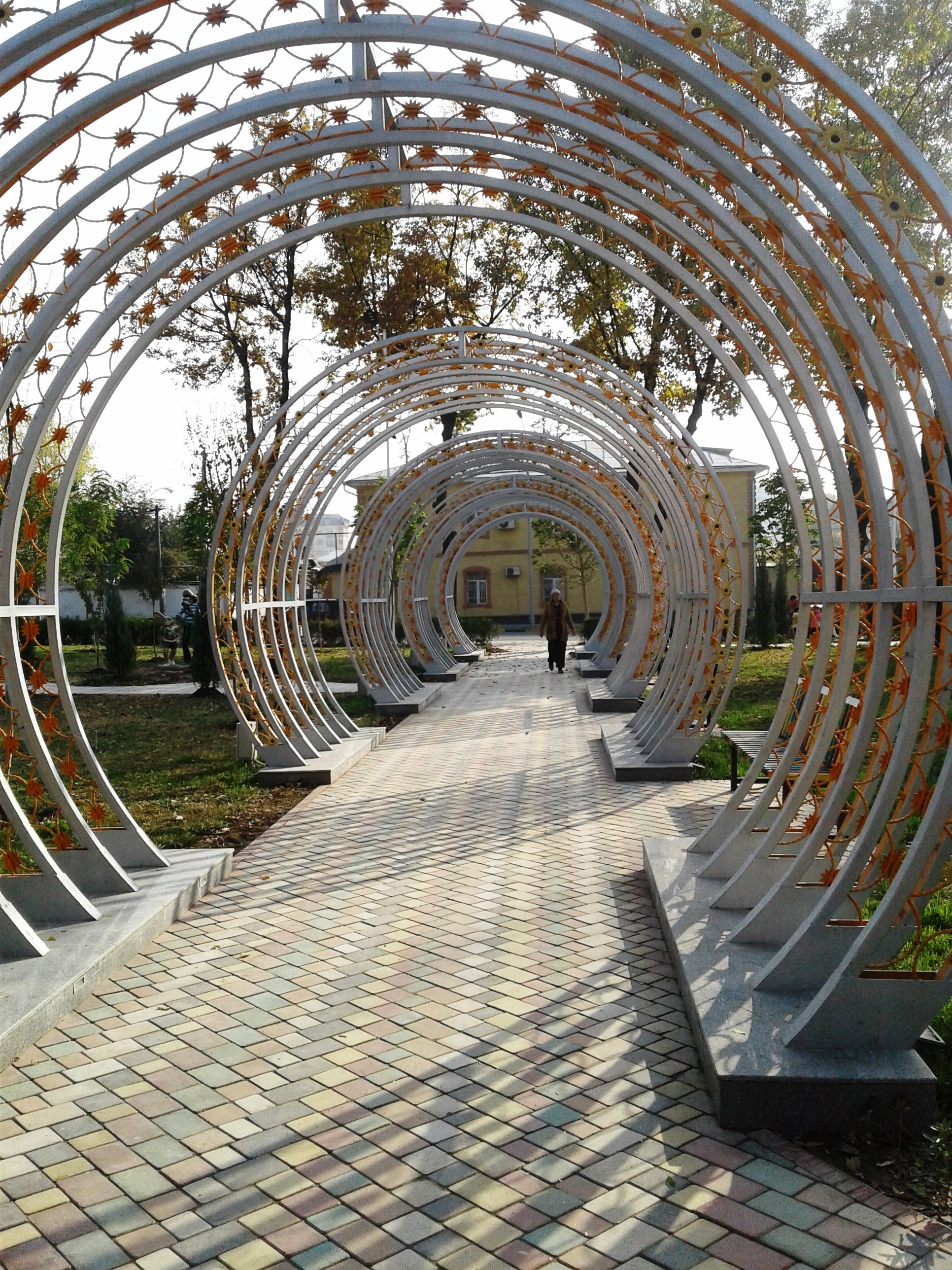
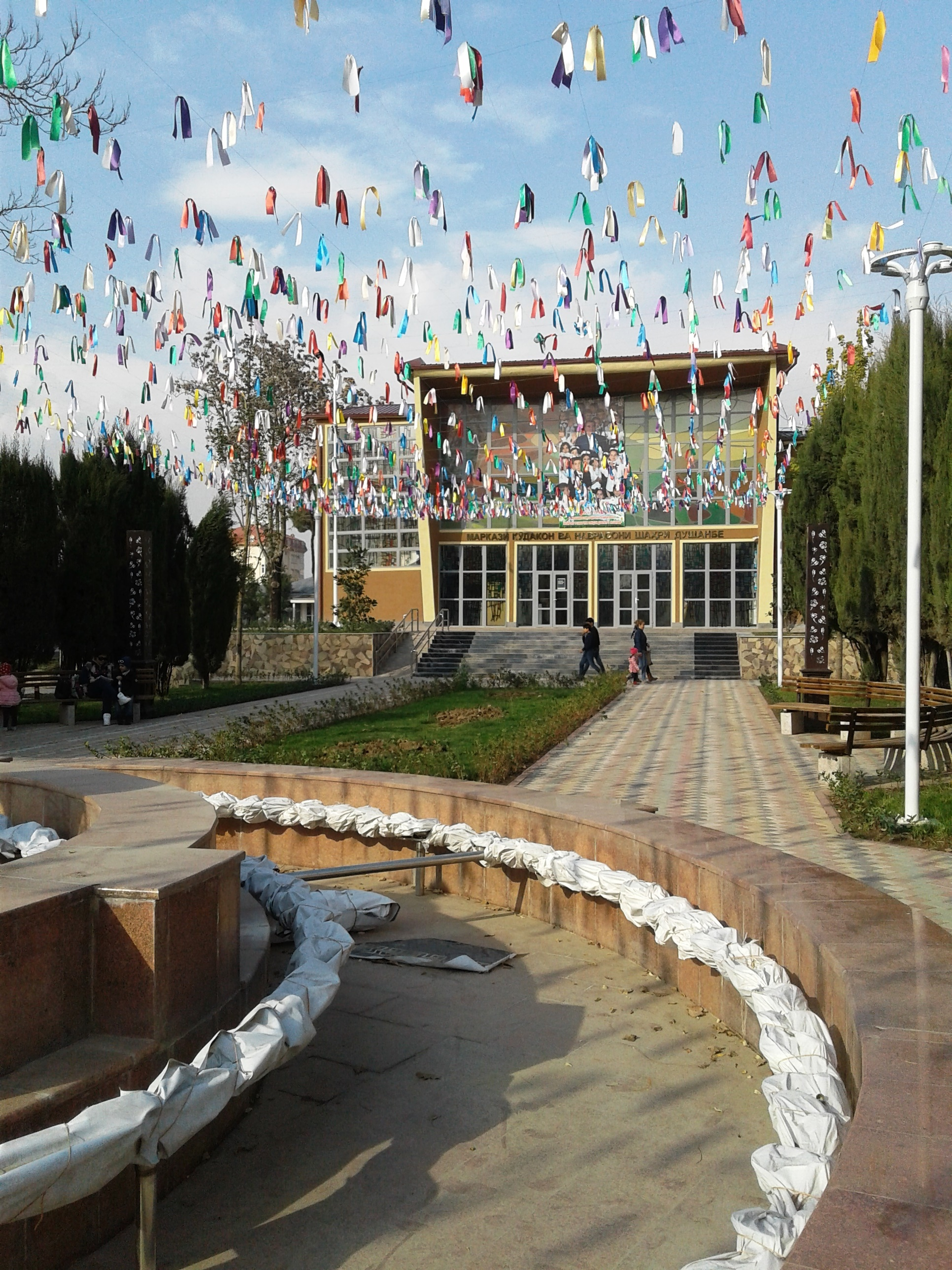
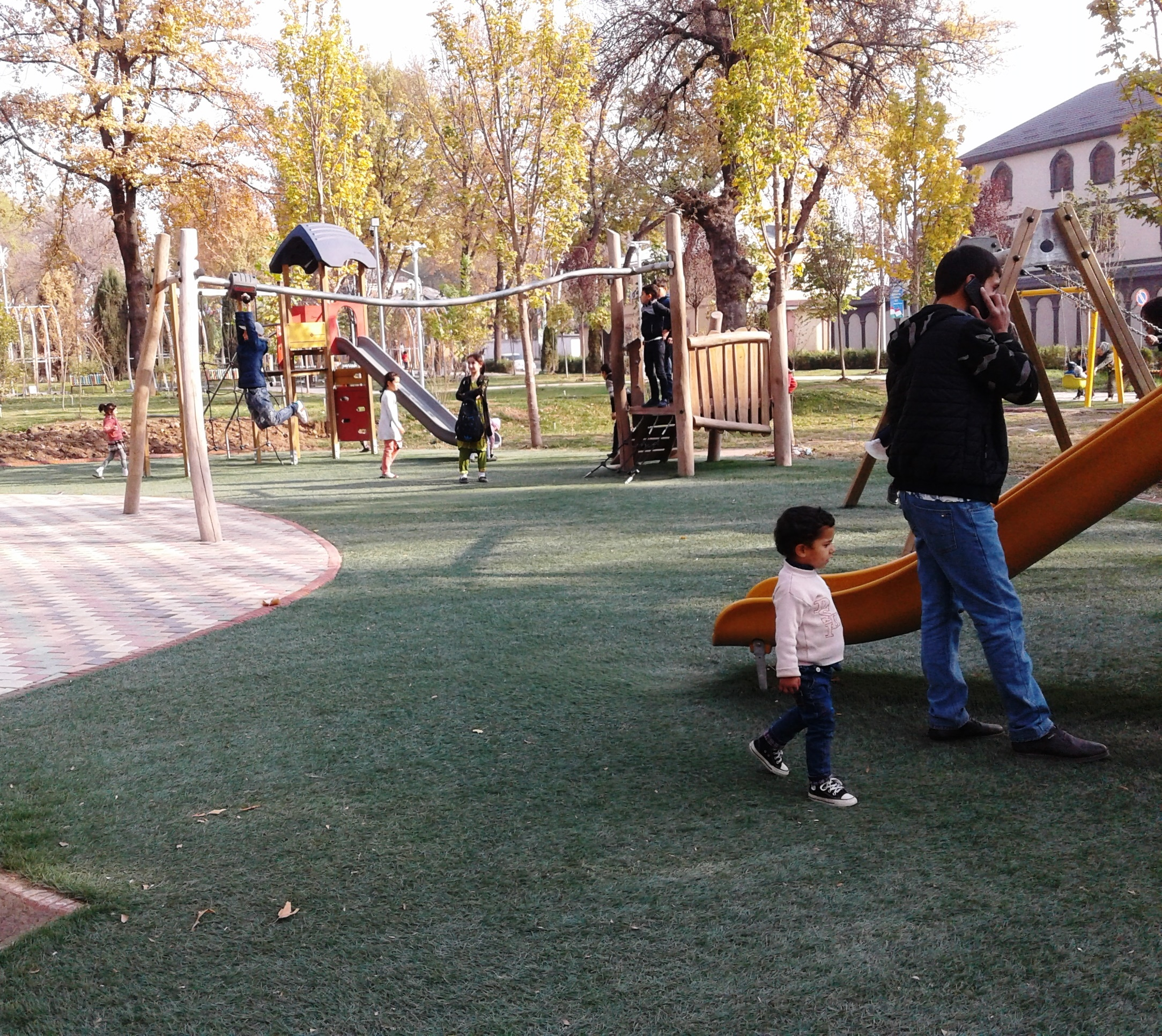
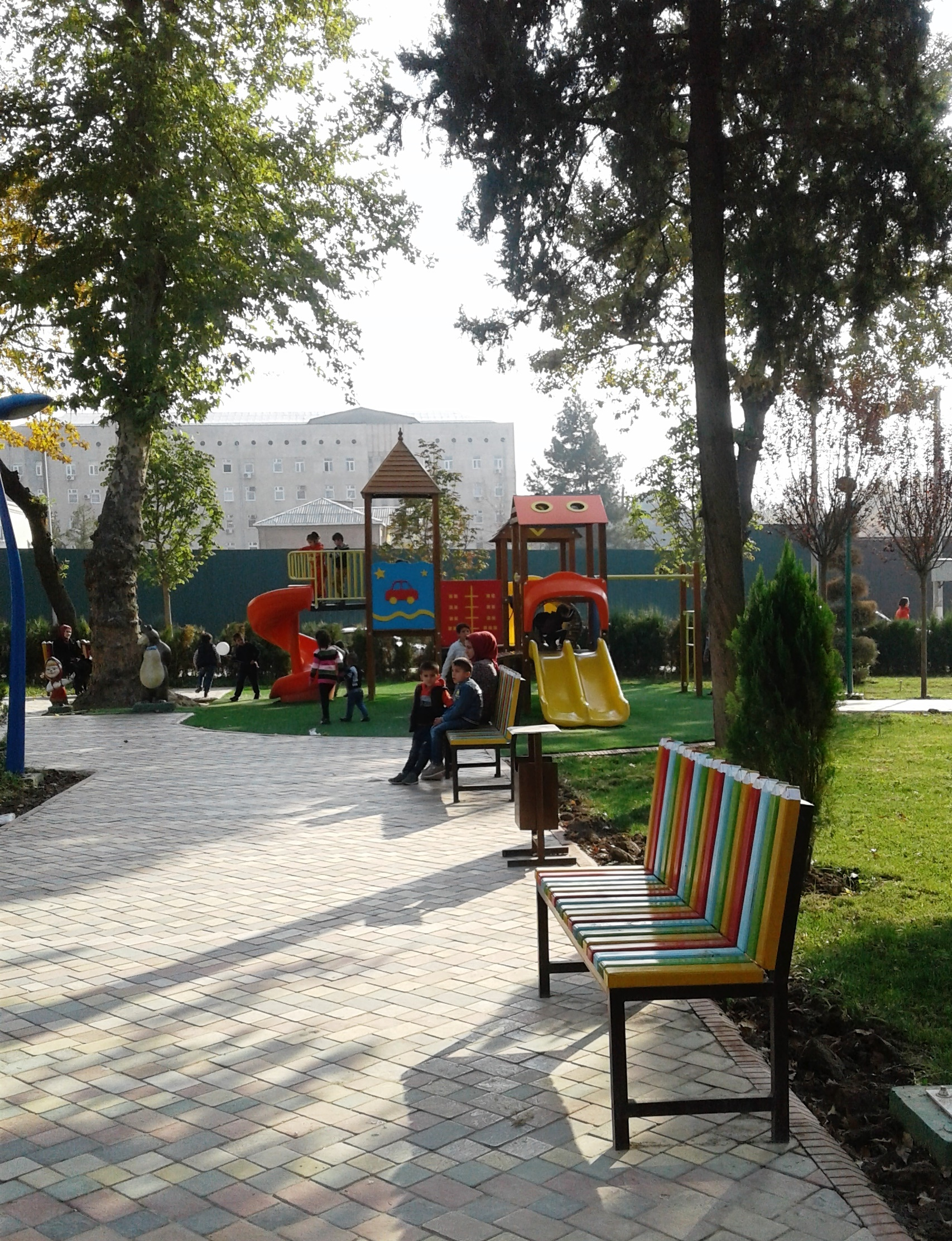
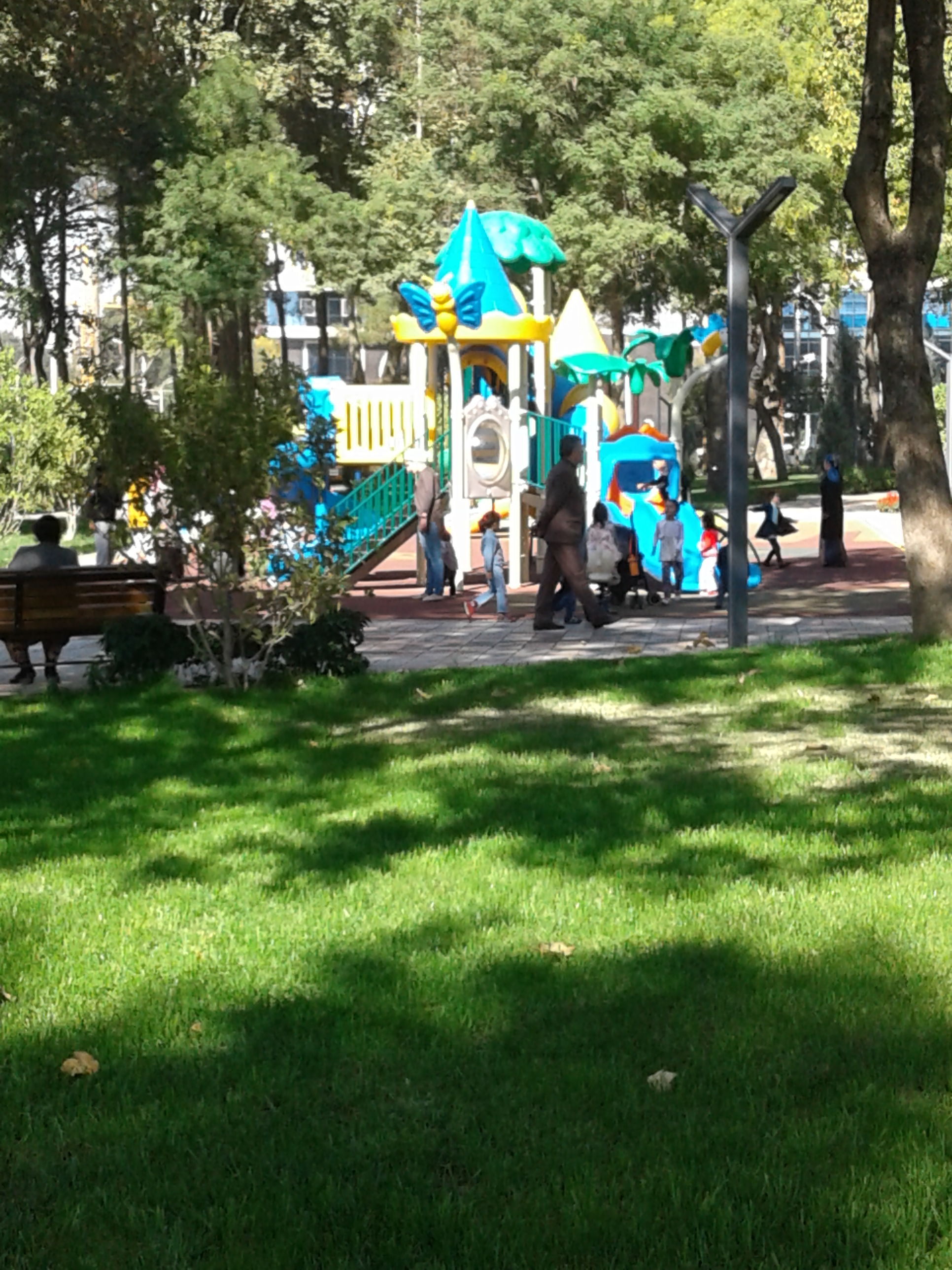